# Banda (società)
Il termine banda nelle scienze etnoantropologiche viene utilizzato per indicare la forma più elementare di società umana.

## Storia
Nella classificazione evoluzionista proposta nel 1938 da Julian Steward, che vede cinque livelli di possibile organizzazione sociale, la banda occupa il secondo stadio. Secondo tale modello è tipica delle società basate economicamente su caccia e raccolta.
Nel suo studio del 1972 La nozione di tribù, Morton Fried ha definito le bande come formazioni sociali fluide, mobili e di piccole dimensioni a leadership blanda che non produce surplus, che non pagano tributi e non mantengono un esercito stabile.
L'antropologia contemporanea ha spesso criticato l'utilizzo di questo concetto, come del resto gran parte delle concezioni evoluzioniste, bollandolo come una semplificazione e cristallizzazione che non trova corrispondenti nella realtà. Tale termine è divenuto col tempo una sorta di sinonimo di società di cacciatori-raccoglitori.
Con la diffusione degli stati nazionali moderni, in tutti gli angoli del globo, sono rimaste poche società a banda. Alcuni esempi storici includono gli Inuit del Nordamerica settentrionale, gli Shoshone del Great Basin, i Boscimani dell'Africa meridionale ed alcuni aborigeni australiani.

## Caratteristiche
Una banda consiste generalmente in un piccolo gruppo di consanguinei non più grande di una famiglia estesa o di un clan fino a una decina di famiglie. Occupa temporaneamente un territorio, forma un accampamento e organizza cooperativamente la caccia. Economicamente autosufficiente, non lo è, di solito, dal punto di vista riproduttivo (esogamia); i matrimoni sono vietati, o quantomeno sconsigliati all'interno della banda stessa. Le bande hanno una conduzione molto informale; i membri più anziani della banda generalmente sono tenuti in considerazione come guide o come consiglieri, ma non ci sono né leggi né alcuna delle coercizioni riscontrate nelle società più complesse. I costumi delle bande sono quasi sempre trasmessi oralmente. Le istituzioni sociali formali sono poche o inesistenti. La religione è generalmente basata sulla tradizione familiare, sull'esperienza individuale o sui consigli di uno sciamano.

## Differenze con le tribù
Le bande si distinguono dalle tribù perché queste sono generalmente più grandi e composte da più famiglie. Le tribù hanno più istituzioni sociali, quali il capotribù o il senato degli anziani. Le tribù, inoltre, sono più permanenti delle bande; una banda può cessare di esistere anche solo se un piccolo gruppo ne esce fuori.
Secondo alcune accezioni nelle quali è stata impiegata tale definizione, più bande imparentate tra loro formano una tribù. In tale ottica ad esempio negli Stati Uniti, molte tribù potevano considerarsi suddivise in bande che vivono in territori specifici.